# Joseph Rochefort
Joseph John Rochefort (12 mai 1900 – 20 iulie 1976) a fost un ofițer de marină și criptanalist american. El a fost o figură importantă în operațiunile criptografice și de informații ale Marinei Statelor Unite ale Americii din 1925 până în 1946, având aport extrem de important în special în bătălia de la Midway. Contribuțiile sale și ale echipei sale au fost esențiale pentru victoria în războiul din Pacific.

## Începuturile carierei
Rochefort s-a născut în Dayton, Ohio. În 1917, s-a alăturat Marinei Statelor Unite pe când era încă în liceu la Los Angeles, fără a obține o diplomă.
S-a înrolat în Marină în 1918, mințind că s-a născut în 1898, astfel încât să pară aproape 21 de ani și să fie eligibil pentru serviciu în Marină. Această modificare a datei de naștere l-a însoțit pe toată cariera lui. El a fost încadrat ca sublocotenent după absolvirea pe 14 iunie 1919 a Școlii de inginerie a Marinei SUA la Institutul de Tehnologie Stevens, și mai târziu, în 1919, a devenit ofițer inginer pe nava petrolieră USS Cuyama.
Un coleg ofițer a observat că Rochefort avea o înclinație pentru rezolvarea cuvintelor încrucișate și abilități pentru jocul de cărți bridge și l-a recomandat la o clasă de criptanaliză Marinei în Washington, D.C.
Cursurile lui Rochefort includeau antrenamente criptanaliză asistent al căpitanului Laurance Safford,[6] și lucrul cu maestra spărgătoare de coduri Agnes Meyer Driscoll în 1924.
Apoi a servit o perioadă ca adjunct șef al organizației criptanalitice nou creată a Diviziei de Comunicații Navale, OP-20-G, din 1926 până în 1929; a făcut studii de limba japoneză din 1929 până în 1932; și o misiune de informații de doi ani în al Districtul Naval 11, San Diego, din 1936 până în 1938. Până în 1941, Rochefort a petrecut nouă ani în misiuni de decriptare sau legate de informații și paisprezece ani pe mare cu flota americană în poziții cu responsabilitate tot mai mari.

## Al Doilea Război Mondial

### Pearl Harbor
La începutul anului 1941, Laurance Safford, din nou șeful OP-20-G din Washington, l-a trimis pe Rochefort în Hawaii pentru a deveni ofițer responsabil de Stația Hypo ("H" pentru Hawaii în alfabetul fonetic al Marinei la acea vreme) în Pearl Harbor deoarece Rochefort era expert lingvist în limba japoneză și un criptanalist instruit.
Rochefort a selectat cu atenție mulți dintre personalul HYPO și, în timpul atacului de la Pearl Harbor, a primit mulți dintre cei mai buni criptanaliști, analiști de trafic și lingviști ai Marinei, inclusiv Joseph Finnegan. Echipa lui Rochefort a fost desemnată să spargă cel mai sigur sistem de codificare al Marinei Japoneze, Codul Ofițerilor de Pavilion, în timp ce criptografii Marinei de la Station CAST (Cavite în Filipine) și OP-20-G din Washington (NEGAT, „N” pentru Navy). Departamentul) concentrat pe cifrul flotei principale, JN-25.
Rochefort a avut o relație de lucru strânsă cu Edwin T. Layton, pe care l-a întâlnit pentru prima dată în călătoria către Tokyo, unde ambii bărbați au fost trimiși să învețe limba japoneză la cererea Marinei. În 1941, Layton a fost ofițerul șef de informații pentru amiralul Husband E. Kimmel, comandant șef al Flotei Pacificului (CINCPAC). 
Atât lui, cât și lui Rochefort li s-a interzis accesul la decriptările mesajelor diplomatice trimise în sistemul de criptare Purple, criptare diplomatică de cel mai înalt nivel, în lunile dinaintea atacului japonez, la ordinul directorului Diviziei Planuri de Război, Richmond Turner.

### Bătălia de la Midway
După atacul japonez asupra Pearl Harbor, criptografii Marinei SUA, cu asistență atât din partea criptografilor britanici de la Biroul Combinat din Orientul Îndepărtat (în Singapore; mai târziu în Colombo, Kenya), cât și a criptografilor olandezi (în Indiile de Est Olandeze), au colaborat pentru a sparge suficiente coduri de trafic radio JN-25 pentru a furniza rapoarte și evaluări utile de informații cu privire la dispozițiile și intențiile forțelor japoneze la începutul anului 1942. Rochefort adesea zile întregi nu ieșea din buncărul său, unde el și personalul său petreceau 12 ore pe zi, sau chiar mai mult, lucrând la decodarea traficul radio japonez. Purta adesea papuci și halat de baie cu uniforma lui kaki și uneori trecea zile fără să facă baie.

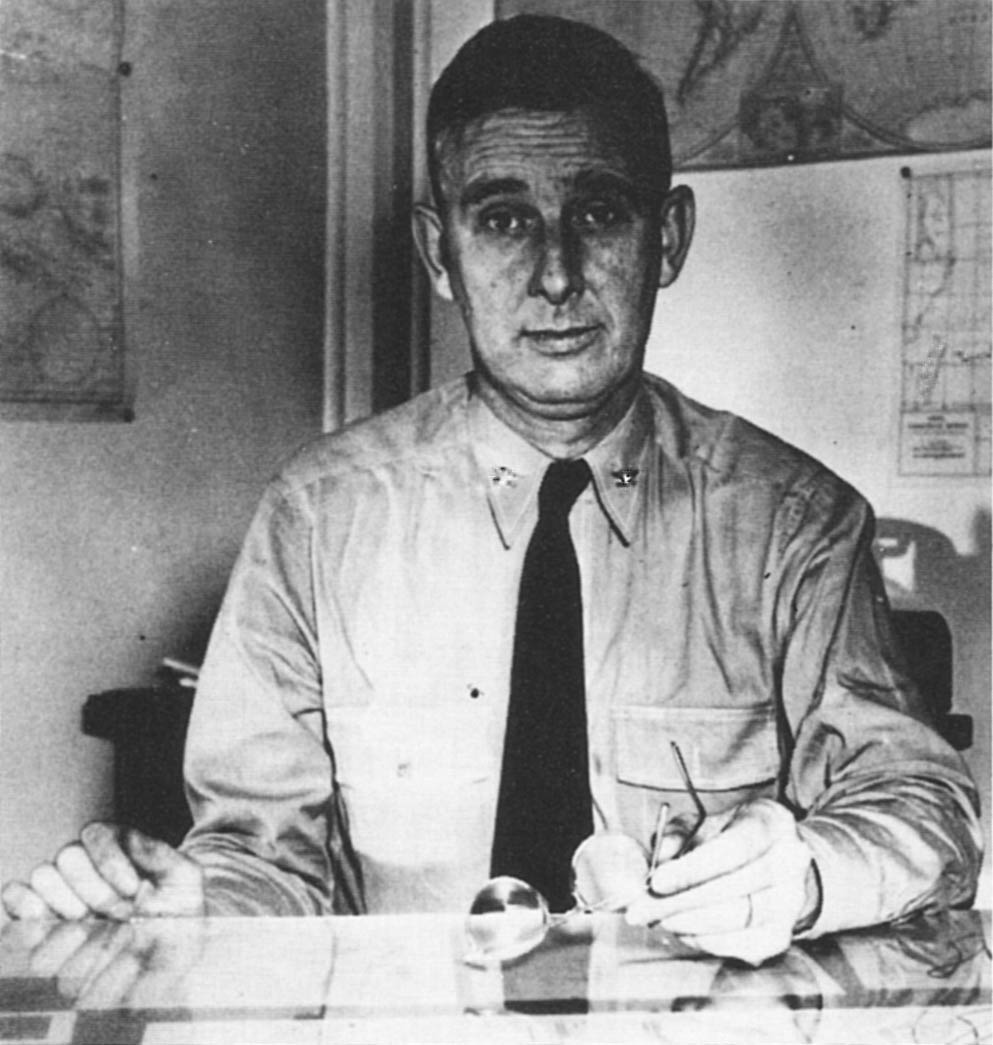
Joseph J. Rochefort

Stația HYPO susținea că viitorul atac japonez va avea loc în Pacificul Central și l-a convins pe amiralul Chester W. Nimitz (care l-a înlocuit pe Husband E. Kimmel după dezastrul de la Pearl Harbour).
Grupul OP-20-G (cu sprijinul stației CAST) a insistat că atacul ar fi în altă parte din Pacific, probabil în Insulele Aleutine, posibil, în Port Moresby din Papua Noua Guinee, sau chiar pe coasta de vest a Statelor Unite.
Grupul OP-20-G, care fusese restructurat (Safford fiind înlocuit de comandantul John Redman, un ofițer de comunicații neinstruit în criptanaliză) a fost de acord că atacul este programat pentru mijlocul lunii iunie, nu la sfârșitul lunii mai sau începutul lunii iunie, așa cum susținea Rochefort. Redman a mai spus că Rochefort era „necooperant”. Amiralul Ernest King, superiorul lui Nimitz la Washington, au fost convins de grupul OP-20-G. Rochefort credea că există un grup de coduri necunoscut, denumit AF, care se referea la Insula Midway.
Unul dintre membrii personalului stației HYPO, Jasper Holmes, a avut ideea de a simula o defecțiune a alimentării cu apă pe Insula Midway. El a sugerat folosirea unui avertisment de urgență necriptat în speranța de a provoca o reacție a japonezilor și stabilind astfel dacă Midway era ținta viitorului atac sau nu. Rochefort a comunicat ideea lui Layton, care i-a spus-o lui Nimitz. Nimitz a aprobat, iar comandantului garnizoanei i s-a spus să să transmită imediat prin radio în „limbă simplă”, necriptat o solicitare de urgență pentru apă, cum că ar fi avut loc o explozie în sistemul de desalinizare a apei, care însemna că aveau suficientă apă doar pentru două săptămâni. 
Un raport aparent de „urmărire” urma să fie făcut într-unul dintre sistemele de coduri strip-cipher pe care se știa că japonezii le-au capturat pe Wake. „Aceasta va confirma identitatea lui AF”, spunea Rochefort. 
Japonezii au mușcat momeala. În câteva ore, ei au transmis instrucțiuni pentru a încărca echipamente suplimentare de desalinizare a apei, confirmând analiza Rochefort. Layton nota că instrucțiunile „au produs și un bonus neașteptat”. Japonezii astfel au dezvăluit că atacul urma să aibă loc înainte de jumătatea lunii iunie.
Washingtonul încă nu era convins de data atacului. Datele date-ora din mesajele navale japoneze erau „supercriptate” sau criptate chiar înainte de a fi codificate cu sistemul de criptare JN-25. Grupul HYPO a făcut tot efortul de a rezolva acest lucru căutând în teancurile de imprimate și cărți perforate secvențe de numere de cinci cifre. După ce a găsit coduri de calitate scăzută, echipa a început să dezlege cifrul în sine. Layton îl creditează pe locotenentul Joseph Finnegan pentru că a descoperit „metoda pe care japonezii au folosit-o pentru a-și bloca grupurile de date și oră.”  O interceptare din 26 mai cu ordine pentru două grupuri de distrugătoare care escortează transporturile trupelor de invazie a fost analizată cu acest tabel și „într-adevăr” a dezvăluit data operațiunii” care era fie 4, fie 5 iunie.
În mai 1942, Rochefort și grupul său au decriptat, tradus, revizuit, analizat și raportat până la 140 de mesaje pe zi. În timpul săptămânii înainte ca Nimitz să-și emită ordinele finale, „decriptările erau procesate la o rată de cinci sute până la o mie pe zi.”
Când Nimitz l-a recomandat Rochefort pentru o Navy Distinguished Service Medal, Rochefort a spus că doar „o să facă necazuri”.
Alte surse sugerează că Rochefort nu a primit nicio recunoaștere oficială în timpul vieții, deoarece a fost făcut țap ispășitor pentru jentul Grup OP-20-G. Redman (al cărui frate era influentul contraamiral Joseph Redman) s-a plâns de funcționarea stației din Hawaii; ca urmare, Rochefort a fost redistribuit de la criptanaliză pentru a comanda docul uscat plutitor ABSD-2 de la San Francisco.
Rochefort nu a mai servit niciodată pe mare. Faptul că Rochefort nu a primit o recunoaștere mai mare la acea vreme este considerat de unii ca fiind scandalos. Cu toate acestea, a fost decorat cu Legiunea de Merit la sfârșitul războiului.
După război Rochefort a condus Pacific Strategic Intelligence Group din Washington. A murit în Torrance, California, la vârsta de 76 de ani.

## Distincții
În 1985, Rochefort a fost distins postum cu Navy Distinguished Service Medal. În 1986, i s-a acordat postum Presidential Medal of Freedom (Medalia Prezidențială a Libertății). În 2000, a fost inclus în Agenția Națională de Securitate, Serviciul Central de Securitate în Hall of Fame (Muzeul celebrităților americane (la New York)).

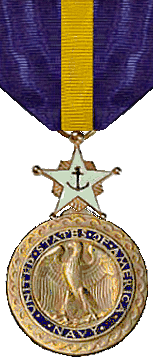
Navy Distinguished Service Medal
Presidential Medal of Freedom
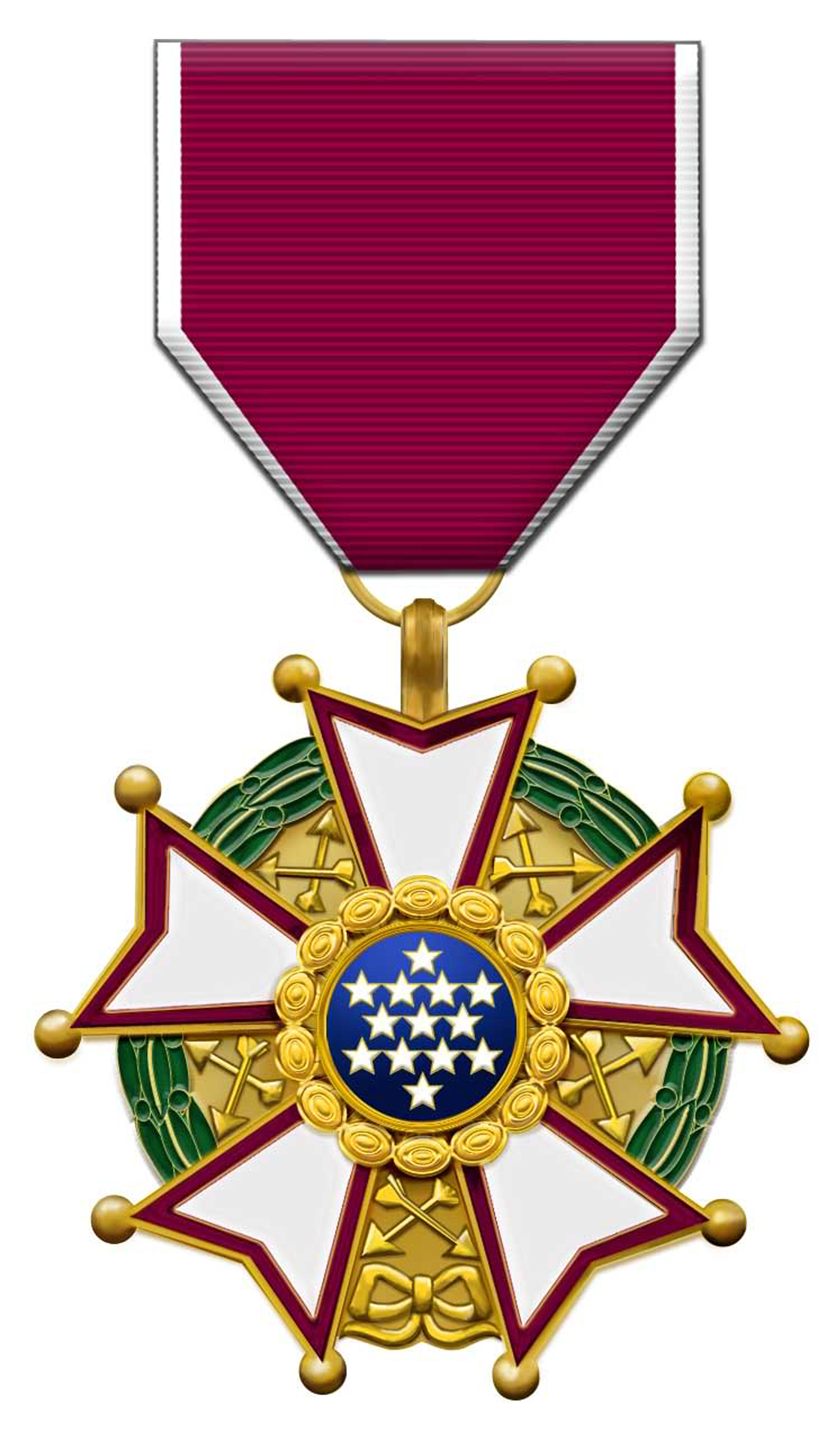
Legion of Merit

## Filme
- În filmul din Midway 1976 cu Charlton Heston și Henry Fonda, Rochefort a fost interpretat de Hal Holbrook. Rochefort a murit la o lună după premiera filmului.
- În filmul din 2019, Midway, a fost interpretat de actorul Brennan Brown.